# Staatliche Universität Dschalal-Abad
Die Staatliche Universität Dschalal-Abad Bekmamat Osmonow (JASU) ist eine Universität in der kirgisischen Stadt Dschalal-Abad. Sie wurde 1993 aus mehreren kleineren, bereits bestehenden Einrichtungen gegründet und soll höhere Bildung vor allem im Bereich Medizin bieten, weiterhin bildet sie in Elektronik, Energiewissenschaften, Ingenieurwissenschaften und dem agrar-industriellen Komplex aus.
Insgesamt studieren dort etwa 10.000 Studenten bei 700 Lehrern.

## Geschichte
Erster Vorläufer war eine pädagogische Einrichtung
, die bereits seit 1926 existierte. 1947 wurde eine Schule für Veterinärmedizin gegründet, die später auch Teil der Universität wurde. Eine Niederlassung der Technischen Universität Frunse entstand 1963 in Kara-Köl, eine weitere folgte 1990 in Tasch-Kömür. 1965 wurde eine elektro-mechanische Fakultät in Kotschkor-Ata gegründet. Eine Fakultät für Ingenieurwissenschaften wurde 1981 gegründet. Diese Einrichtungen wurden 1993 in die Universität Dschalal-Abad aufgenommen und eine medizinische Fakultät wurde neu errichtet.